# Schéma de la ligne 3 bis du métro de Paris
Cette page est une annexe de l'article « Ligne 3 bis du métro de Paris ».
| uextLSTR |

| uextLSTR | uextSTR |  |

| uextABZg+l | uextABZgr |  |

|  | uextSTR | uextABZl+l | uextSTRq | uextSTR+r |

|  | utLSTRq | uxtKRZtu | uxtKRZtu | utBHFq | uxtKRZtu | utLSTRq |

|  | uextBHF | uextABZg+l | uextSTRq | uextSTRr |

| TRAM | uextSTR | utKBHFxa | HUBr |  |

| uextSTRl | uetABZg+r |  |

| utBHF |

| utBHF |

|  | uetABZgl+l | uextSTR+r |

| HUB+l | utKBHFxe | uextSTR |

|  | utLSTRq | utBHFq | uetABZqr | uetABZqr | uetABZq+r | utLSTRq |

|  |  |  |  | uextKSTRe |